# Barbara Stucki
Barbara Stucki (* 26. Mai 1988 in Langnau im Emmental; heimatberechtigt in Röthenbach BE) ist eine Schweizer Politikerin (GLP) und ehemalige Grossrätin im Kanton Bern.

## Politische Tätigkeit
Barbara Stucki ist seit November 2016 Mitglied der Grünliberalen Partei Schweiz. Sie wurde anlässlich der Gesamterneuerungswahlen vom 20. März 2018 in den Grossen Rat des Kantons Bern gewählt und vertrat dort zuerst die Grünliberalen des Wahlkreises Biel-Seeland, nach den Gesamterneuerungswahlen 2022 bis 2024 des Wahlkreises Mittelland-Nord. Vom 1. Juni 2018 bis 5. März 2019 war Barbara Stucki Ersatzmitglied in der Kommission für Staatspolitik und Aussenbeziehungen des Grossen Rats. Anschliessend war sie bis 2020 ständiges Mitglied dieser Kommission.
Per 1. September 2019 wurde Barbara Stucki zur Vizepräsidentin der Grünliberalen Fraktion des Grossen Rats gewählt.
Am 29. Juni 2018 wurde Barbara Stucki in den Vorstand der Unternehmerinitiative Neue Energie Bern gewählt. Von 2018 bis 2020 war sie Vizepräsidentin der Grünliberalen Partei Seeland, danach bis 2021 Co-Präsidentin.
Ihre politischen Schwerpunkte liegen in der Wirtschafts-, Gesellschafts- und Umweltpolitik. Als eine der wenigen offen lesbisch lebenden Politikerinnen setzt sie sich besonders für die Anliegen der LGBTIQ+ Menschen (lesbian, gay, bisexual, trans, inter queer +) ein.

## Ausbildung und Beruf
Barbara Stucki absolvierte von 2004 bis 2007 eine Ausbildung zur Kauffrau E-Profil und bildete sich danach zur Betriebswirtschafterin HF und in Online-Kommunikation weiter. Heute ist sie als Projektleiterin in der Kommunikation und Organisationsentwicklung tätig.

## Persönliches
Barbara Stucki ist in Trubschachen im Emmental aufgewachsen, lebte im Berner Seeland und wohnt heute (2019) in Stettlen BE. Bei ihrer Wahl im Jahr 2018 war sie die einzige offen lesbisch lebende Kantonsparlamentarierin im Kanton Bern.